# Saint-Viance
Saint-Viance est une commune française située dans le département de la Corrèze en région Nouvelle-Aquitaine.

## Géographie

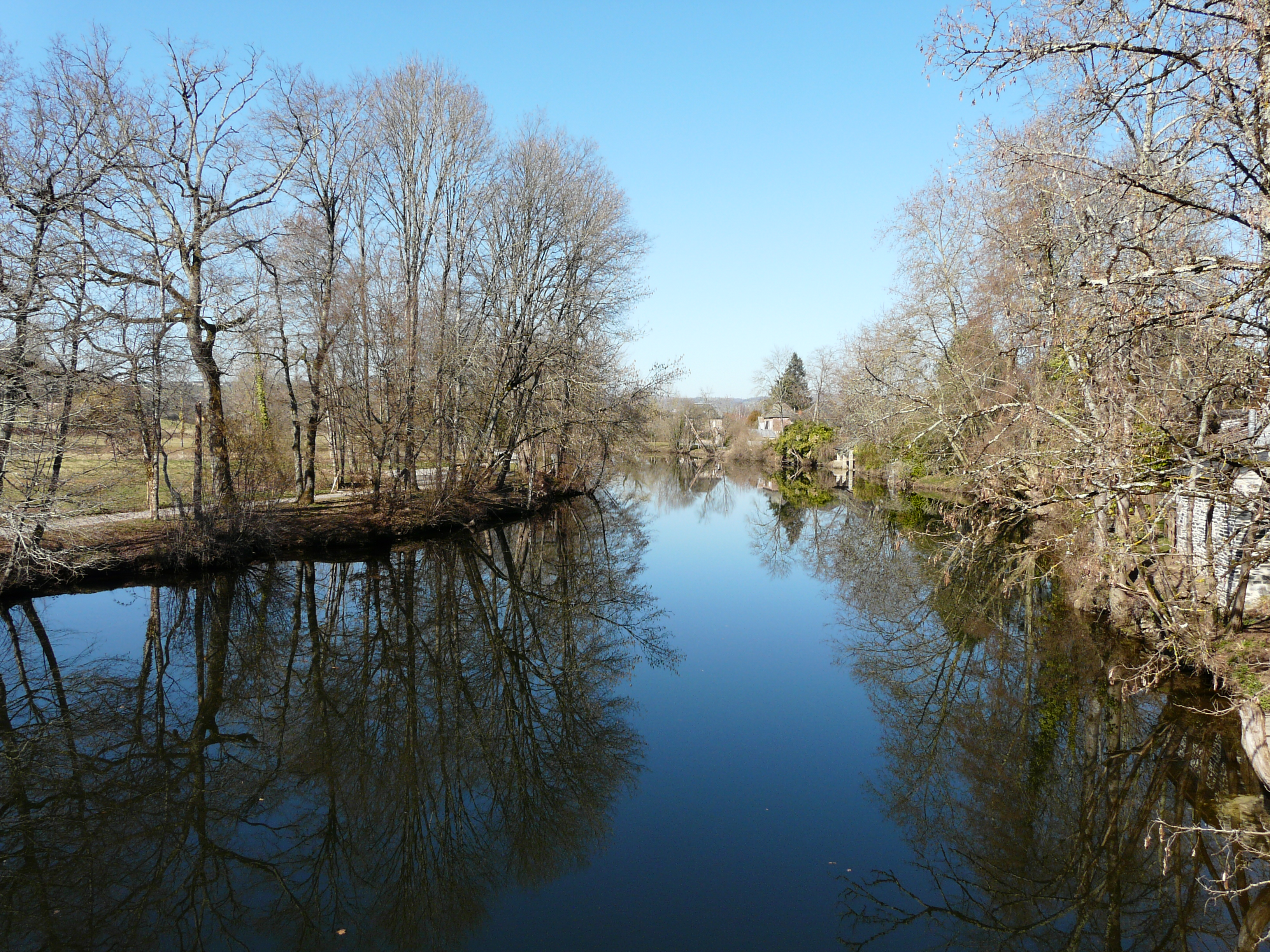
La Vézère à Saint-Viance.

La commune, traversée par la Vézère, est limitée au sud-ouest par son affluent, la Loyre. Leur jonction s'effectue en limite du territoire communal et de celui de Varetz. Un affluent de la Corrèze, le Maumont, borde la commune au sud-est sur environ 200 mètres et le Clan, affluent du Maumont, limite le territoire communal au nord-est sur plusieurs centaines de mètres.

### Localisation
Les communes limitrophes sont  Allassac, Donzenac, Ussac et Varetz.

### Climat
Pour des articles plus généraux, voir Climat de la Nouvelle-Aquitaine et Climat de la Corrèze.
Historiquement, la commune est exposée à un climat océanique aquitain.  
En 2020, Météo-France publie une typologie des climats de la France métropolitaine dans laquelle la commune est exposée à un climat océanique altéré et est dans la région climatique  Ouest et nord-ouest du Massif Central, caractérisée par une pluviométrie annuelle de 900 à 1 500 mm, maximale en automne et en hiver.
Pour la période 1971-2000, la température annuelle moyenne est de 12,8 °C, avec  une amplitude thermique annuelle de 15,7 °C. Le cumul annuel moyen de précipitations est de 962 mm, avec 11,6 jours de précipitations en janvier et 7,4 jours en juillet. Pour la période 1991-2020, la température moyenne annuelle observée sur la station météorologique la plus proche, située sur la commune de Voutezac à 8 km à vol d'oiseau, est de 12,2 °C et le cumul annuel moyen de précipitations est de 1 014,2 mm,. Pour l'avenir, les paramètres climatiques de la commune estimés pour 2050 selon différents scénarios d’émission de gaz à effet de serre sont consultables sur un site dédié publié par Météo-France en novembre 2022.

## Urbanisme

### Typologie
Au 1er janvier 2024, Saint-Viance est catégorisée commune rurale à habitat dispersé, selon la nouvelle grille communale de densité à 7 niveaux définie par l'Insee en 2022.
Elle appartient à l'unité urbaine d'Allassac, une agglomération intra-départementale dont elle est une commune de la banlieue,. Par ailleurs la commune fait partie de l'aire d'attraction de Brive-la-Gaillarde, dont elle est une commune de la couronne,. Cette aire, qui regroupe 80 communes, est catégorisée dans les aires de 50 000 à moins de 200 000 habitants,.

### Occupation des sols
L'occupation des sols de la commune, telle qu'elle ressort de la base de données européenne d’occupation biophysique des sols Corine Land Cover (CLC), est marquée par l'importance des territoires agricoles (75,9 % en 2018), en diminution par rapport à 1990 (81,6 %). La répartition détaillée en 2018 est la suivante : 
zones agricoles hétérogènes (63,5 %), forêts (13,6 %), prairies (12 %), zones urbanisées (7,2 %), zones industrielles ou commerciales et réseaux de communication (3,4 %), terres arables (0,3 %).
L'évolution de l’occupation des sols de la commune et de ses infrastructures peut être observée sur les différentes représentations cartographiques du territoire : la carte de Cassini (XVIIIe siècle), la carte d'état-major (1820-1866) et les cartes ou photos aériennes de l'IGN pour la période actuelle (1950 à aujourd'hui).

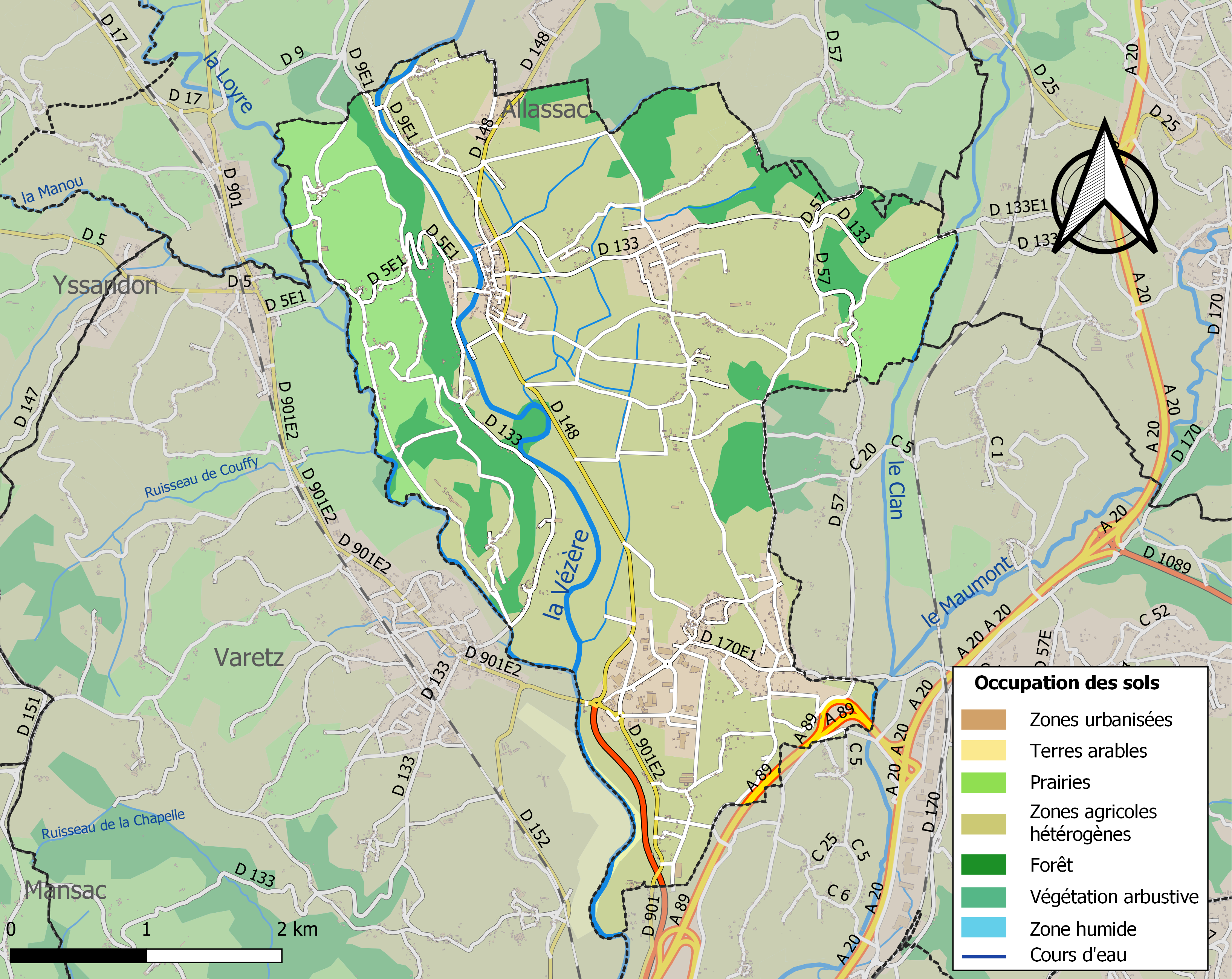
Carte des infrastructures et de l'occupation des sols de la commune en 2018 (CLC).

### Risques majeurs
Le territoire de la commune de Saint-Viance est vulnérable à différents aléas naturels : météorologiques (tempête, orage, neige, grand froid, canicule ou sécheresse), inondations, feux de forêts, mouvements de terrains et séisme (sismicité très faible). Il est également exposé à deux risques technologiques,  le transport de matières dangereuses et la rupture d'un barrage, et à un risque particulier : le risque de radon. Un site publié par le BRGM permet d'évaluer simplement et rapidement les risques d'un bien localisé soit par son adresse soit par le numéro de sa parcelle.

#### Risques naturels

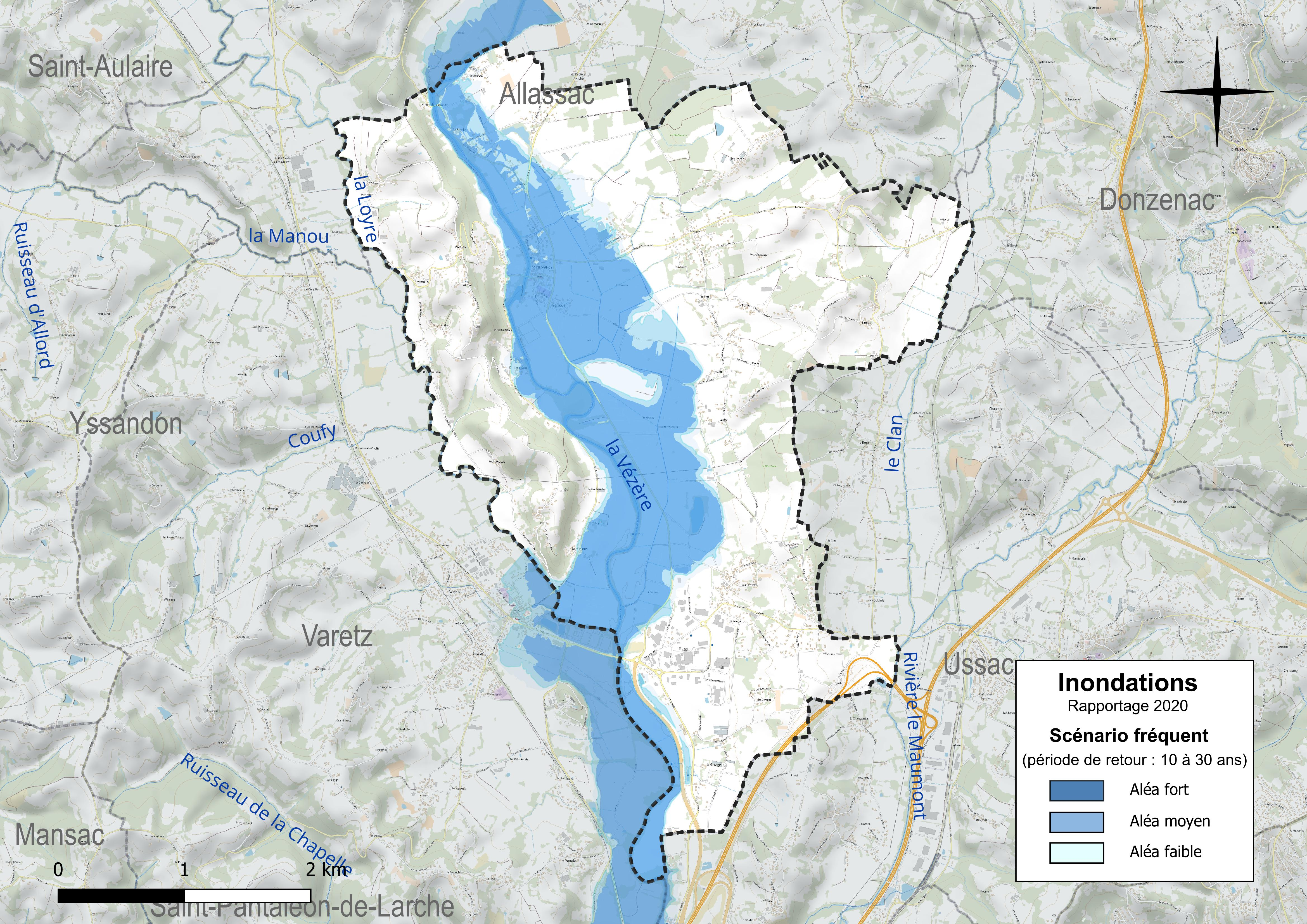
Carte de la zone inondable de la commune définie pour le scénario fréquent, dans le territoire à risque important d’inondation (TRI) Tulle-Brive.

La commune fait partie du territoire à risques importants d'inondation (TRI) de Tulle-Brive, regroupant 20 communes concernées par un risque de débordement de la Corrèze et de la Vézère (17 dans la Corrèze et trois dans la Dordogne), un des 18 TRI qui ont été arrêtés le 11 janvier 2013 sur le bassin Adour-Garonne. Des cartes des surfaces inondables ont été établies pour trois scénarios : fréquent (crue de temps de retour de 10 ans à 30 ans), moyen (temps de retour de 100 ans à 300 ans) et extrême (temps de retour de l'ordre de 1 000 ans, qui met en défaut tout système de protection). La commune a été reconnue en état de catastrophe naturelle au titre des dommages causés par les inondations et coulées de boue survenues en 1982, 1983, 1993, 1994, 1999, 2001, 2008, 2016 et 2021,. Le risque inondation est pris en compte dans l'aménagement du territoire de la commune par le biais du plan de prévention des risques (PPR) inondation « Vézère », approuvé le 29 août 2002. 

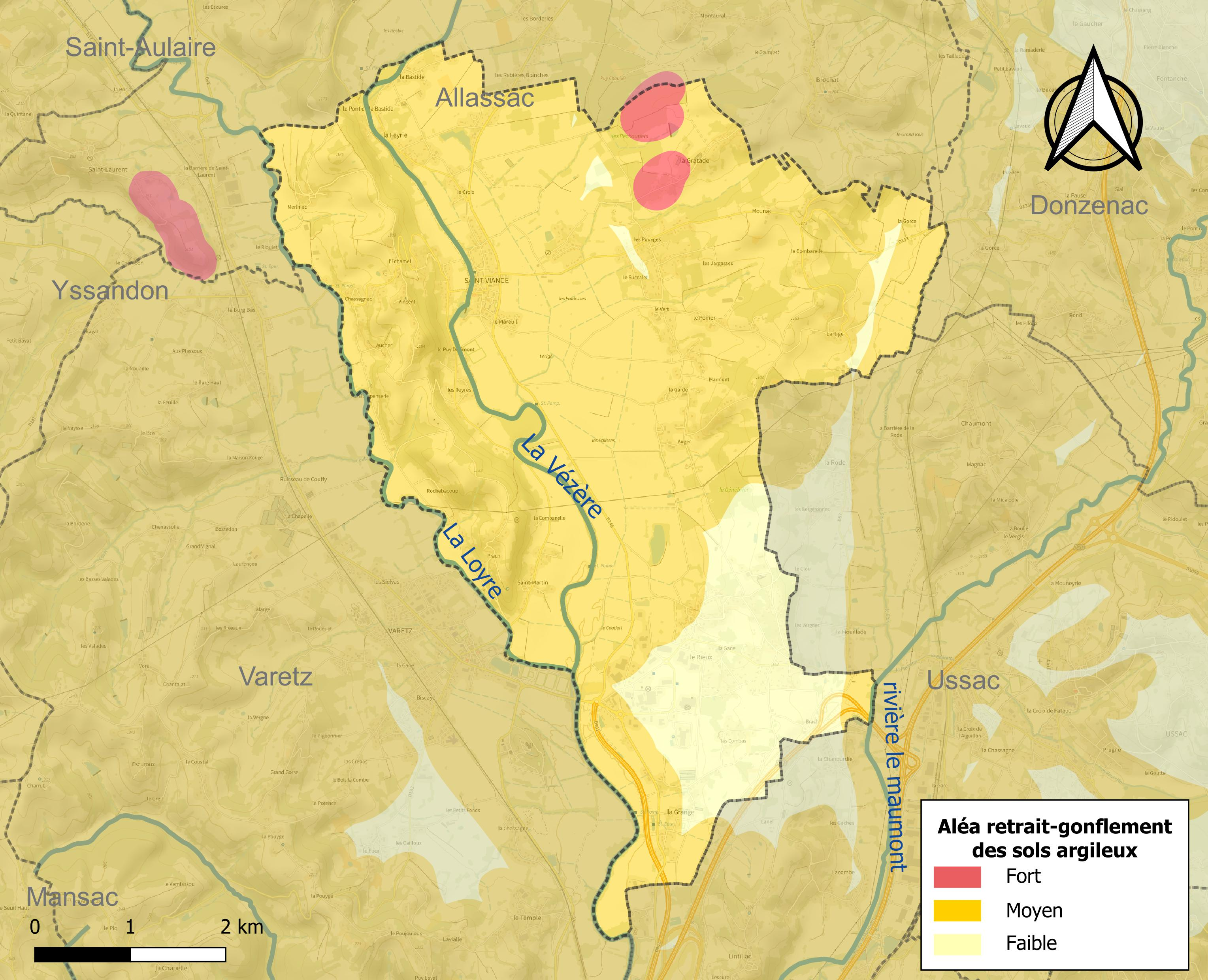
Carte des zones d'aléa retrait-gonflement des sols argileux de Saint-Viance.

La commune est vulnérable au risque de mouvements de terrains constitué principalement du retrait-gonflement des sols argileux. Cet aléa est susceptible d'engendrer des dommages importants aux bâtiments en cas d’alternance de périodes de sécheresse et de pluie. 86,9 % de la superficie communale est en aléa moyen ou fort (26,8 % au niveau départemental et 48,5 % au niveau national). Sur les 831 bâtiments dénombrés sur la commune en 2019,  667 sont en aléa moyen ou fort, soit 80 %, à comparer aux 36 % au niveau départemental et 54 % au niveau national. Une cartographie de l'exposition du territoire national au retrait gonflement des sols argileux est disponible sur le site du BRGM,.
Concernant les feux de forêt, aucun plan de prévention des risques incendie de forêt (PPRIF) n’a été établi en Corrèze, néanmoins le code de l’urbanisme impose la prise en compte des risques dans les documents d’urbanisme. Le périmètre des servitudes d'utilité publique et des zones d'obligation légale de débroussaillement pour les particuliers est quant à lui défini pour la commune dans une carte dédiée. 
Concernant les mouvements de terrains, la commune a été reconnue en état de catastrophe naturelle au titre des dommages causés par la sécheresse en 2018, par des mouvements de terrain en 1999 et par des glissements de terrain en 1993 et 1994.

#### Risques technologiques
Le risque de transport de matières dangereuses sur la commune est lié à sa traversée par une route à fort trafic et une canalisation de transport d'hydrocarbures. Un accident se produisant sur de telles infrastructures est susceptible d’avoir des effets graves sur les biens, les personnes ou l'environnement, selon la nature du matériau transporté. Des dispositions d’urbanisme peuvent être préconisées en conséquence. 
La commune est en outre située en aval du barrage de Monceaux la Virolle, un ouvrage de classe A situé en Corrèze et disposant d'une retenue de 20,5 millions de mètres cubes. À ce titre elle est susceptible d’être touchée par l’onde de submersion consécutive à la rupture de cet ouvrage.

#### Risque particulier
Dans plusieurs parties du territoire national, le radon, accumulé dans certains logements ou autres locaux, peut constituer une source significative d’exposition de la population aux rayonnements ionisants. Certaines communes du département sont concernées par le risque radon à un niveau plus ou moins élevé. Selon la classification de 2018, la commune de Saint-Viance est classée en zone 3, à savoir zone à potentiel radon significatif. 

## Histoire
Sous la Révolution, pour suivre un décret de la Convention, la commune change de nom pour Avolque-Courte (ancien nom mérovingien du village Avolca Curtis) et Belle-Rive.

## Politique et administration

### Liste des maires
| Période                                  | Période        | Identité             | Étiquette | Qualité                                    |
| ---------------------------------------- | -------------- | -------------------- | --------- | ------------------------------------------ |
| Les données manquantes sont à compléter. |                |                      |           |                                            |
|                                          |                |                      |           |                                            |
| mars 2001                                | 2008           | Robert Louradour     |           |                                            |
| mars 2008                                | 2014           | Bernadette Vignal    |           |                                            |
| avril 2014                               | juillet 2020   | Robert Louradour     | DVD       | Retraité                                   |
| juillet 2020                             | septembre 2023 | Pierre Charpenet     | DVD       | Retraité de la fonction publique           |
| octobre 2023                             | En cours       | Bernard Continsouzas | DVD       | Cadre dirigeant d’entreprise à la retraite |

## Démographie
L'évolution du nombre d'habitants est connue à travers les recensements de la population effectués dans la commune depuis 1793. Pour les communes de moins de 10 000 habitants, une enquête de recensement portant sur toute la population est réalisée tous les cinq ans, les populations de référence des années intermédiaires étant quant à elles estimées par interpolation ou extrapolation. Pour la commune, le premier recensement exhaustif entrant dans le cadre du nouveau dispositif a été réalisé en 2007.

En 2022, la commune comptait 1 888 habitants, en évolution de +3,57 % par rapport à 2016 (Corrèze : −0,59 %, France hors Mayotte : +2,11 %).
| 1793  | 1800 | 1806  | 1821  | 1831  | 1836  | 1841  | 1846  | 1851  |
| ----- | ---- | ----- | ----- | ----- | ----- | ----- | ----- | ----- |
| 1 038 | 958  | 1 017 | 1 225 | 1 224 | 1 223 | 1 314 | 1 301 | 1 240 |

| 1856  | 1861  | 1866  | 1872  | 1876  | 1881  | 1886  | 1891  | 1896  |
| ----- | ----- | ----- | ----- | ----- | ----- | ----- | ----- | ----- |
| 1 279 | 1 275 | 1 309 | 1 265 | 1 350 | 1 349 | 1 289 | 1 291 | 1 269 |

| 1901  | 1906  | 1911  | 1921  | 1926  | 1931 | 1936 | 1946 | 1954 |
| ----- | ----- | ----- | ----- | ----- | ---- | ---- | ---- | ---- |
| 1 248 | 1 256 | 1 177 | 1 051 | 1 010 | 944  | 956  | 838  | 816  |

| 1962 | 1968 | 1975 | 1982  | 1990  | 1999  | 2006  | 2007  | 2012  |
| ---- | ---- | ---- | ----- | ----- | ----- | ----- | ----- | ----- |
| 827  | 785  | 847  | 1 061 | 1 407 | 1 413 | 1 573 | 1 595 | 1 715 |

| 2017  | 2022  | - | - | - | - | - | - | - |
| ----- | ----- | - | - | - | - | - | - | - |
| 1 853 | 1 888 | - | - | - | - | - | - | - |

## Économie
La commune de Saint-Viance abrite l'une des plus grandes zones d'activité de la communauté d'agglomération du Bassin de Brive : celle de la Nau. Sur 57 hectares, elle abrite des entreprises de la filière agroalimentaire et des biotechnologies. Vingt-cinq entreprises sont implantées sur cette zone dont Arcadie Sud Ouest, CAVIAR, Ciergerie Brousse et fils, Francep International, Fruinov, Silab, Sobel, Transports Verlhac et Fils, etc. La pépinière d'entreprises Novapôle accueille et accompagne à la création d'entreprises dans le secteur de l'agroalimentaire, des services et des biotechnologies.

## Culture locale et patrimoine

### Lieux et monuments
- L'église Saint-Viance, romane du XIIe siècle.
- Pont du XIXe siècle.

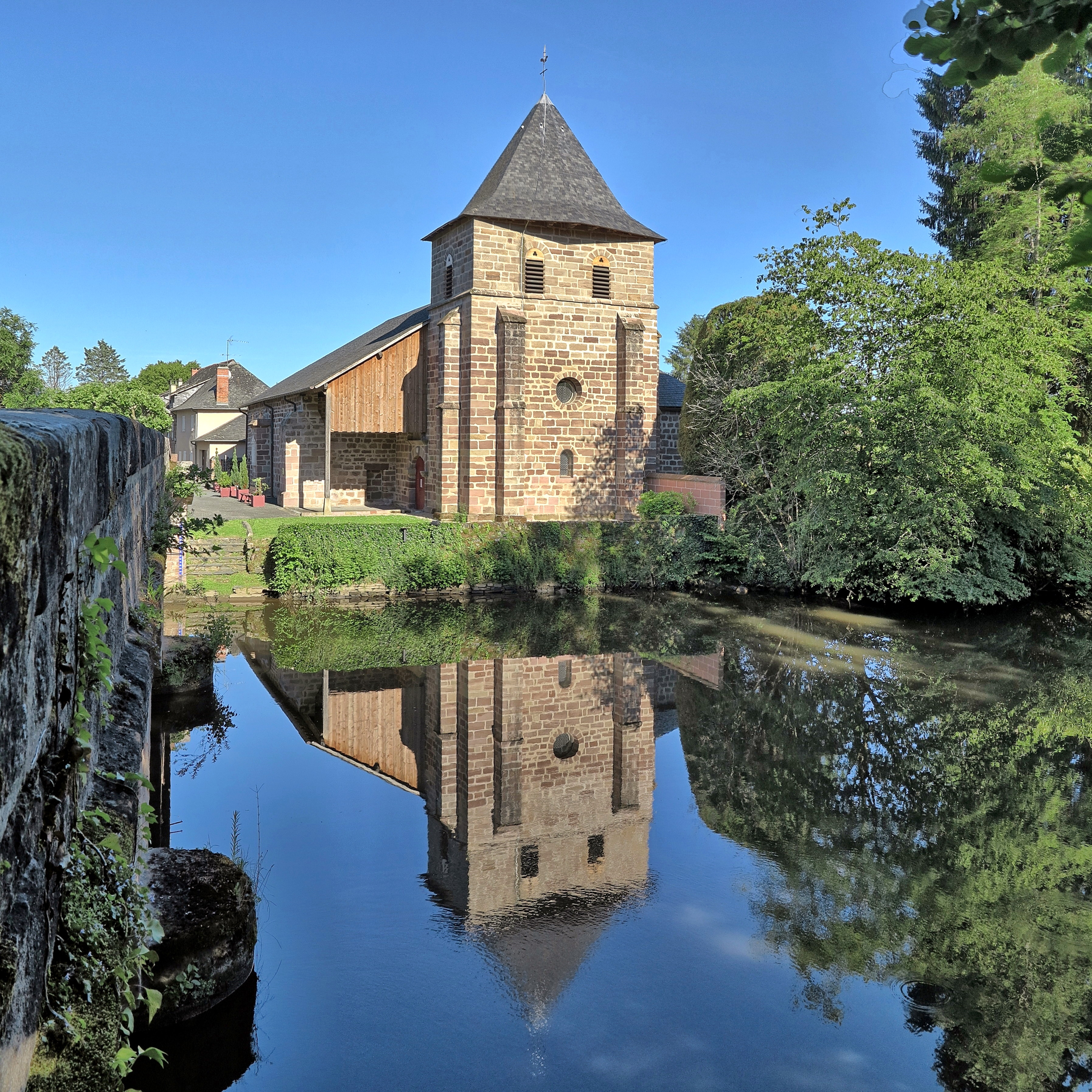
L'église Saint-Viance et son reflet sur la Vézère.
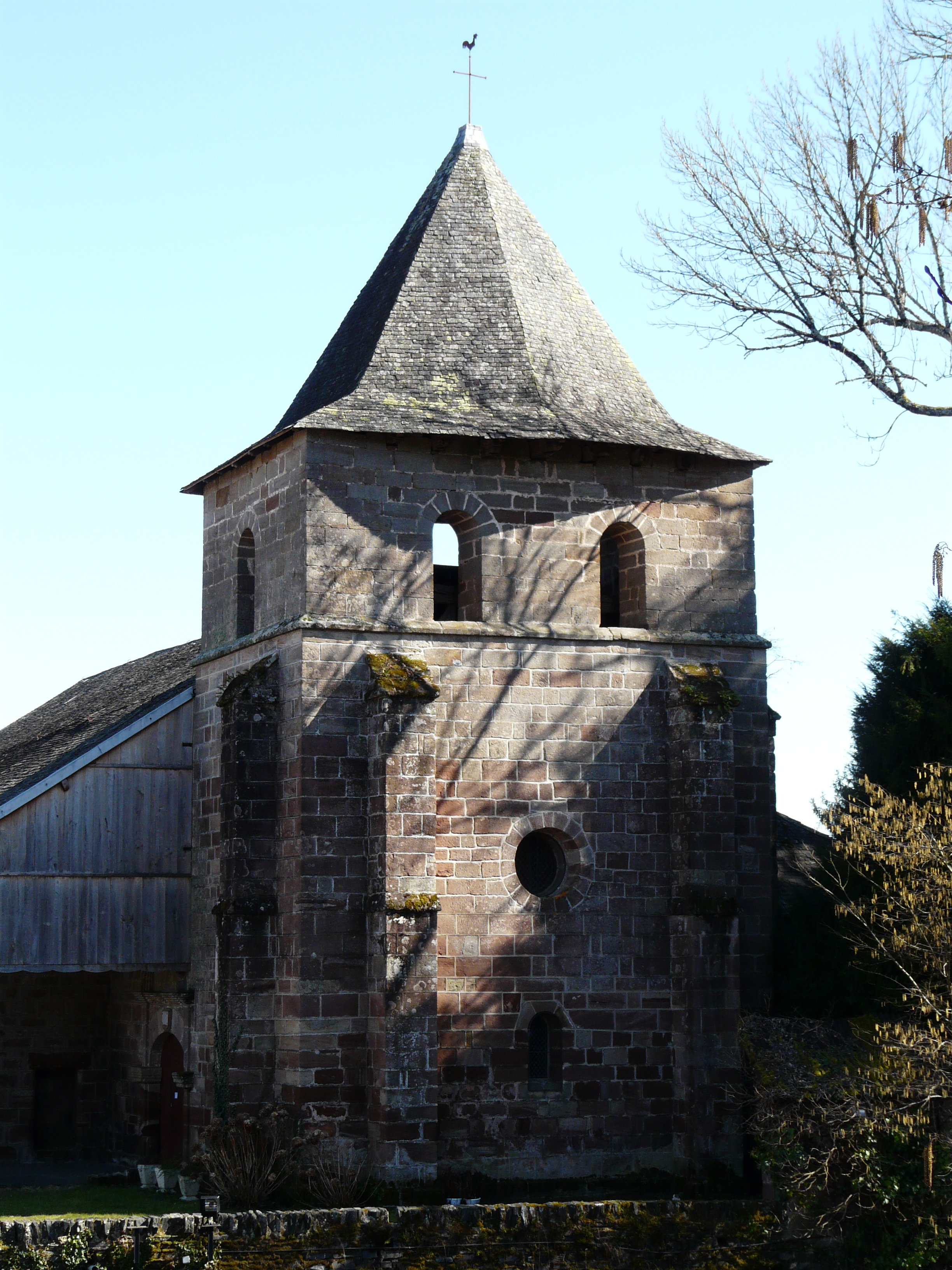
Le clocher de l'église.
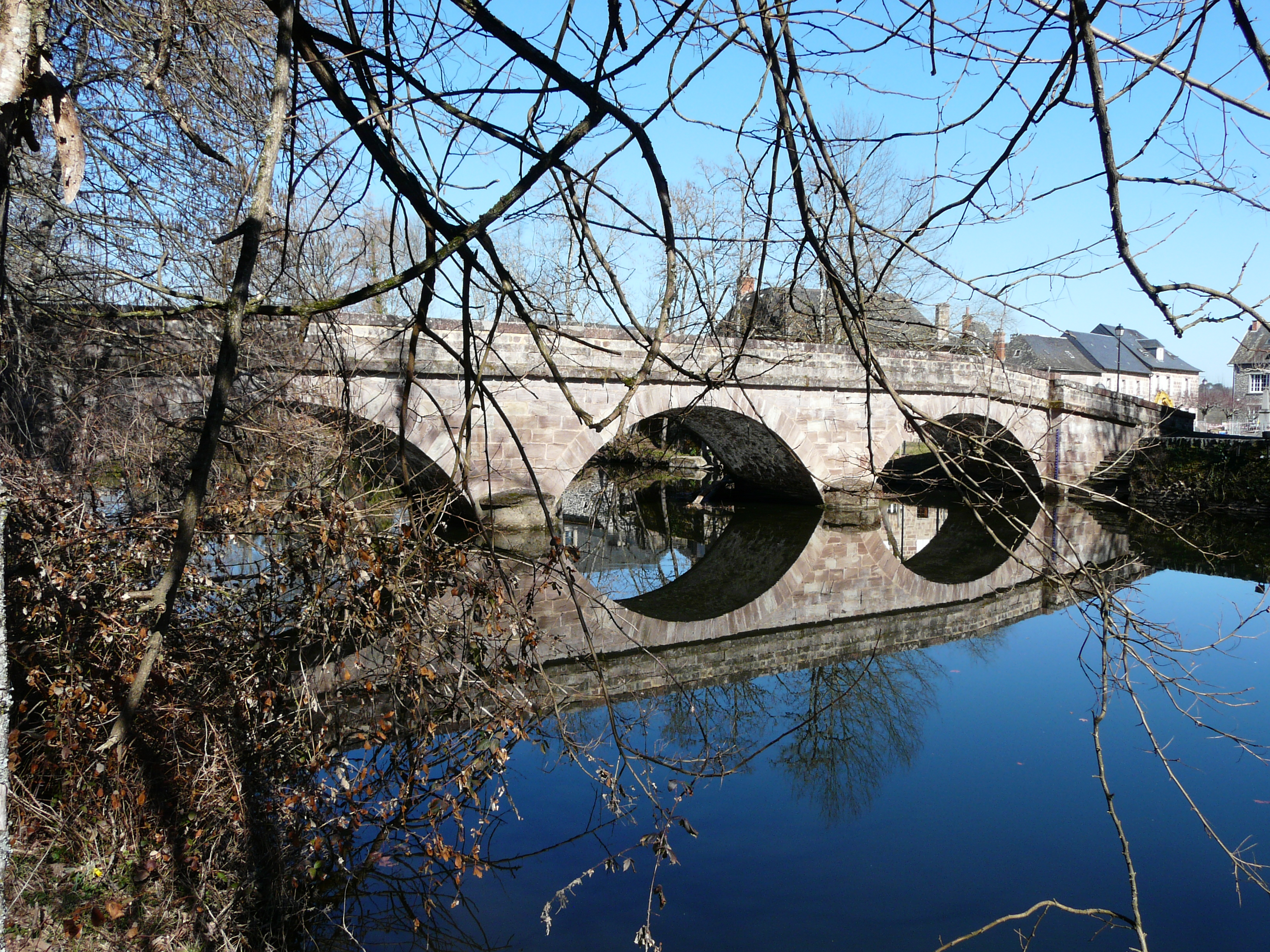
Le pont du XIXe siècle sur la Vézère.

### Personnalités liées à la commune
Saint Vicentien (saint Viance) était un saint homme du VIIe siècle, d'abord élevé à la cour du duc d'Aquitaine, puis au service du duc, il passa une partie de son temps d'étudiant à Cahors. Plus tard, il eut la responsabilité des palefreniers du duc en Anjou. À sa mort, son corps fut transporté à Avolca Curtis (aujourd'hui Saint-Viance). Le chariot était traîné par un bœuf et un ours, l'ours ayant tué l'autre bœuf. Saint Vicentien n'acceptait pas la violence bien qu'il en fut plusieurs fois victime, à Avolca Curtis il brisa le bras du fils de son maître qui voulait violenter une femme, d'où le choix de ce village par le repenti, pour construire une église où furent portées plus tard les reliques de Vicentien.
Albert Meynier (1869-1941), professeur d'histoire au Prytanée de La Flèche, auteur de nombreux ouvrages et articles militaires, y a demeuré et y est décédé.

### Héraldique
| Armes de Saint-Viance | Les armes de Saint-Viance se blasonnent ainsi : Écartelé : aux 1er et 4e d'azur au cor de chasse d'or accompagné de trois étoiles de même posées 2 et 1, aux 2e et 3e burelés d'or et d'azur de huit pièces. |